# Annalena Baerbock
Annalena Baerbock (født 15. december 1980 i Hannover) er en tysk politiker, som den 8. december 2021 blev udnævnt til Tysklands udenrigsminister i Olaf Scholz' regering. Hun har siden 2018 har været en af de to formænd for det grønne parti Bündnis 90/Die Grünen (den anden er Robert Habeck).
Baerbock har siden 2013 været medlem af Forbundsdagen. Fra 2012 til 2015 var hun medlem partirådet i Bündnis 90/Die Grünen og fra 2009 til 2013 formand for partiets landsforbund i delstaten Brandenburg. Politisk tilhører hun partiets realpolitiske fløj. 

## Liv og arbejde
Baerbock voksede op i en lille landsby udenfor Hannover. Hun har selv beskrevet sit hjem som »hippie-præget« og blev taget med i demonstrationer mod atomvåben og i fredsdemonstrationer. Hun deltog som skoleelev i et udvekslingsprogram med ophold i Florida. Efter studentereksamen (Abitur) ved Humboldtschule i Hannover studerede Baerbock statsvidenskab, offentlig ret og folkeret i Hamburg fra 2000 til 2004. Hun afsluttede studierne som Master in Public International Law (LL.M.) ved London School of Economics i 2005. Hun var doktorgradsstudent i folkeret ved Freie Universität i Berlin fra 2009 til 2013, men fuldførte ikke. Efter studierne arbejdede hun freelance for avisen Hannoversche Allgemeine Zeitung og ved Norddeutscher Rundfunk og Deutsche Presseagentur.
Baerbock var i 2005 trainee i British Institute of Comparative and Public International Law. Fra 2005 til 2008 var hun kontorchef for medlem af Europaparlamentet Elisabeth Schroedter og fra 2008 til 2009 udenrigspolitisk sekretær for sit partis gruppe i Forbundsdagen. Fra 2009 til 2013 var hun leder af Bündnis 90/Die Grünen i Brandenburg. Baerbock har siden 2013 været medlem af Forbundsdagen. 
Den 21. april 2021 nominerede De Grønne Annalena Baerbock som partiets kanslerkandidat til Forbundsvalget 2021.
Baerbock er gift og har to børn.